# Georges Cloué
Georges Charles Cloué (París, 20 de agosto de 1817 -París, 25 de diciembre de 1889), fue un militar y político francés.
Participó en la segunda intervención francesa en México. Fue gobernador de la Martinica. También fue Ministro de la Marina y de las Colonias del 23 de septiembre de 1880 al 13 de noviembre de 1881 en el gobierno de Jules Ferry.
Fue el capitán de la flota francesa que aceptó la capitulación de Yucatán y Campeche en la toma de la península yucateca en 1864. También participó en la denominada Batalla de Bagdad en Tamaulipas, México el año de 1866.
Durante la guerra del Pacífico fue ministro de marina y prohibió absolutamente el desembarco de tropas francesas en la zona de conflicto durante la campaña de Lima, aunque sí dar protección a los ciudadanos franceses.: 381 

## Reconocimientos
- Una calle de la ciudad de París lleva su nombre.
- Medalla de Crimea (1856).
- Medalla de México (1867).
- Medalla de 2a. clase de la Orden de la Corona de fierro (Austria - Hungría).